# Tianying
Die Großgemeinde Tianying (chinesisch 田营镇, Pinyin Tiányíng Zhèn) ist Teil der kreisfreien Stadt Jieshou (界首市), die wiederum zum Verwaltungsgebiet der bezirksfreien Stadt Fuyang im Nordwesten der chinesischen Provinz Anhui gehört. Die Fläche beträgt 1.296 Quadratkilometer und die Einwohnerzahl 23.123 (Stand: Ende 2018). Beim Zensus im Jahre 2000 hatte Tianying 26.095 Einwohner. Das waren 4,1 % der damals 640.878 Einwohner von Jieshou. Ende 2004 war die Einwohnerzahl Jieshous auf über 750.000 gewachsen.
In Tianying und Umgebung wird etwa die Hälfte des Bleierzes der Volksrepublik China gefördert. Wenig entwickelte Technologien und fehlende Umweltkontrollmaßnahmen haben dazu geführt, dass die durchschnittliche Bleikonzentration in der Luft und im Boden nach Angaben des Blacksmith Institute das achteinhalb bis zehnfache der internationalen Grenzwerte beträgt. Die Folge sind zahlreiche gesundheitliche Schäden für die Bevölkerung, darunter Lernbehinderungen, Wachstumsstörungen, Nierenfehlfunktionen oder Hirnschäden.
Die Flüsse in der Umgebung des Ortes sind so stark mit Blei verseucht, dass die staatliche Umweltbehörde Chinas schon 2003 einzelne Bleihütten vorübergehend stillgelegt hat. Insgesamt sind rund 140.000 Menschen in Tianying, den anderen Gemeinden und Großgemeinden Jieshous und des an Jieshou grenzenden Kreises Taihe, der ebenfalls zu Fuyang gehört, von der Umweltverschmutzung betroffen.
2007 setzte das Blacksmith Institute Tianying auf die Liste der zehn am meisten umweltverschmutzten Orte der Welt.